# كيتيل كارلسون (فاسا)
كيتيل كارلسون (1433 - 11 أغسطس 1465)؛ كان رجل دين ودبلوماسيًا وقائدًا عسكريًا ورجل دولة سويديًا خلال عصر اتحاد كالمار، وأيضا عضوًا في أسرة فاسا، مع سن 25 عاماً تم انتخابه أسقف لينشوبينغ، تمرد على الملك كريستيان الأول عام 1463، وأصبح قائدًا عامًا (rikshövitsman) ووصيًا فعليًا على السويد منذ فبراير حتى أغسطس 1464، وتنحى عن منصبه أثناء العودة القصيرة للملك كارل كنوتسن من المنفى، ولكن بعد خلافه مع الملك كارل مجدداً، تم انتخاب كيتيل كارلسون لاحقًا اللورد الحامي والوصي (riksföreståndare) السويد منذ 26 ديسمبر 1464 حتى وفاته في العام التالي.

## أصول العائلية
ينتسب كيتيل إلى أسرة فاسا، اعتبرت عمته كريستينا الزوجة الأولى لـ بينغت يونسون أوكسنستيرنا حاكم السويد السابق، وابنهما يونس بينغتسون أوكسنستيرنا، وأيضا كانت الملكة مارغريت ليونيوفود حفيدة شقيقه الأصغر إريك، التي تعتبر الزوجة الثانية للملك غوستاف إريكسون وهو الآخر يعتبر حفيد عمه يوهان، تمكن غوستاف هذا في 1523 من تأسيس أسرة فاسا كأسرة ملكية التي حكمت السويد حتى منتصف القرن السابع عشر، بالإضافة إلى الكومنولث البولندي الليتواني.